# Bruno Marcotte

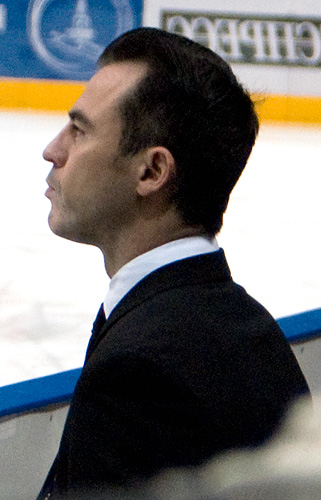
Bruno Marcotte (2010)

Bruno Marcotte (* 10. Oktober 1974 in Montreal) ist ein kanadischer Eiskunstlauftrainer und ehemaliger Eiskunstläufer, der im Paarlauf startete.

## Karriere als Eiskunstläufer
Bei der Eiskunstlauf-Juniorenweltmeisterschaften 1993 in Seoul sicherte sich Marcotte mit Isabelle Coulombe die Bronzemedaille. 2000 gewann er mit Valerie Marcoux die Nebelhorn Trophy. Bei den Eiskunstlauf-Weltmeisterschaften 2002 erreichte er mit Marcoux den zwölften Platz.

## Trainerkarriere
Im Mai 2006 wurde Marcotte Trainer von Annette Dytrt und Norman Jeschke. 2007 empfahl er Narumi Takahashi den ursprünglichen Einzelläufer Mervin Tran als neuen Partner und übernahm das Training des Duos.

## Persönliches
Am 5. Juni 2015 heiratete Marcotte die Eiskunstläuferin Meagan Duhamel.